# Dick Scobee
Francis Richard "Dick" Scobee (n. 19 mai 1939 – d. 28 ianuarie 1986) a fost un astronaut NASA, care a zburat cu succes în spațiu cu naveta spațială Challenger în misiunea STS-41-C (1984), fiind pilotul navetei. A fost apoi comandantul misiunii STS-51-L și a murit în explozia navetei spațiale Challenger care a survenit la 73 de secunde de la lansare. I-au rămas soția June, doi copii, Kathie R. (Scobee) Fulgham și generalul de brigadă Richard W. Scobee, și un nepot, Parker Scobee.